# 미쓰비시은행 인질극 사건

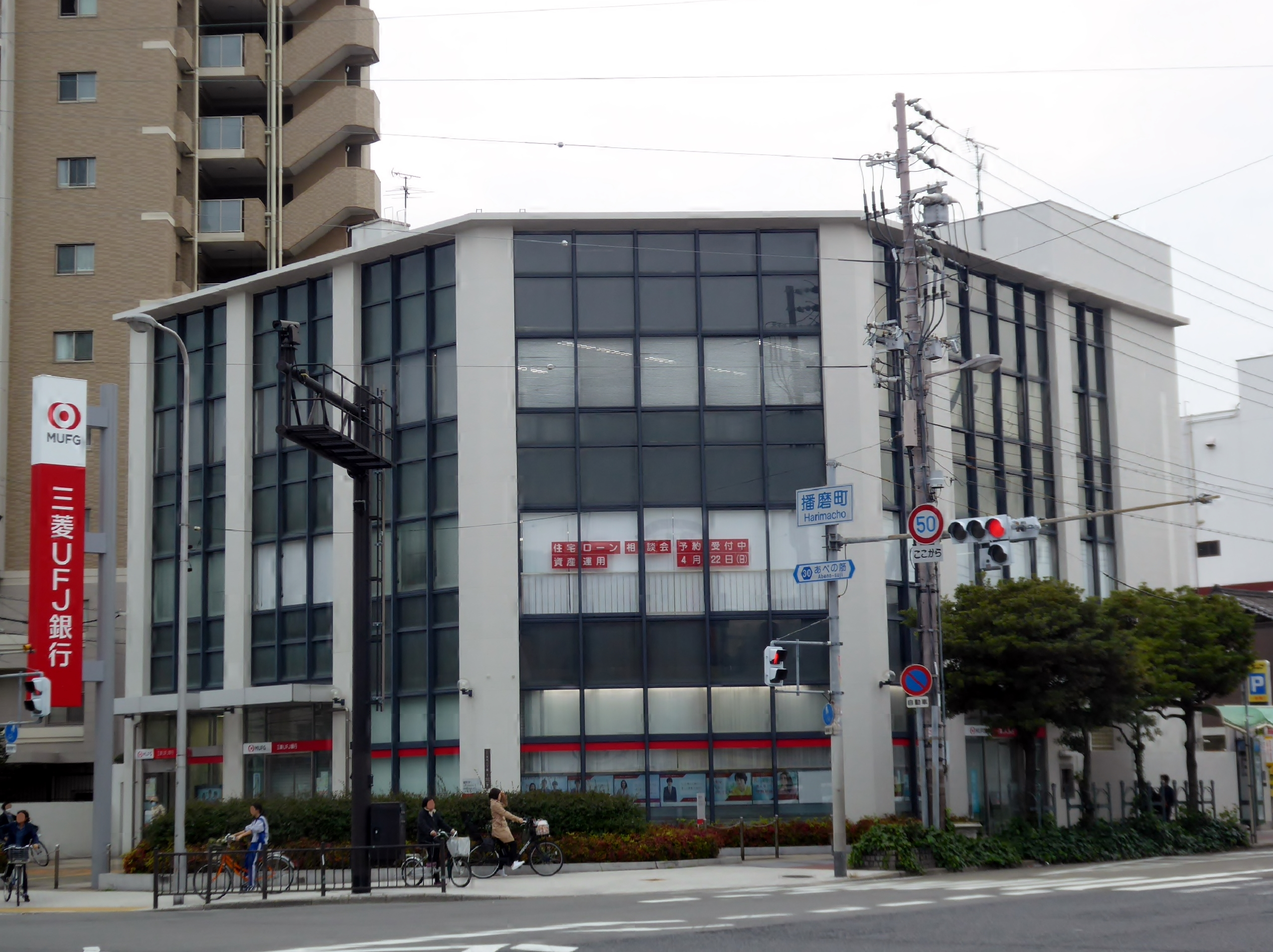
미쓰비시은행

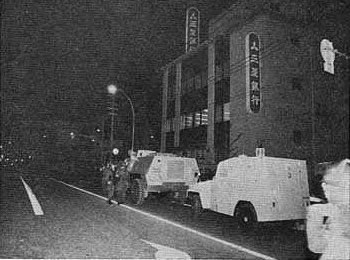
미쓰비시은행 인질극 사건

미쓰비시은행 인질극 사건(三菱銀行人質事件)은 1979년 1월 26일 발생한 일본의 은행강도 및 인질극 사건이다. 우메카와 아키요시(일본 살인자)는 1979년 1월 26일, 오사키시 스미요시구에 있는 미쓰비시 은행의 지점을 습격하여 비상전화로 경찰에 알리려는 은행 직원을 사살하고 손님과 직원 40여명을 인질로 잡았고 은행을 점거했다. 그러나 달아난 손님 중 한 사람이 사건을 경찰에 알려 경찰관들이 출동하였으나, 경찰관 2명이 우메카와에게 사살당하고 말았다. 특히 우메카와는 은행 직원들에게 '살로 소돔의 120일을 아느냐'면서 옷을 벗고 알몸으로 있도록 지시했다(남직원은 상반신만 벗도록 했다). 이후 우메카와는 은행 지점장을 사살하며 저항했으나, 1월 28일, 경찰 특수부대(현재 SAT)가 은행 내에 돌입, 카운터에 앉아 있던 우메가와를 가까운 거리에서 발포해 사살했다.